# Velier

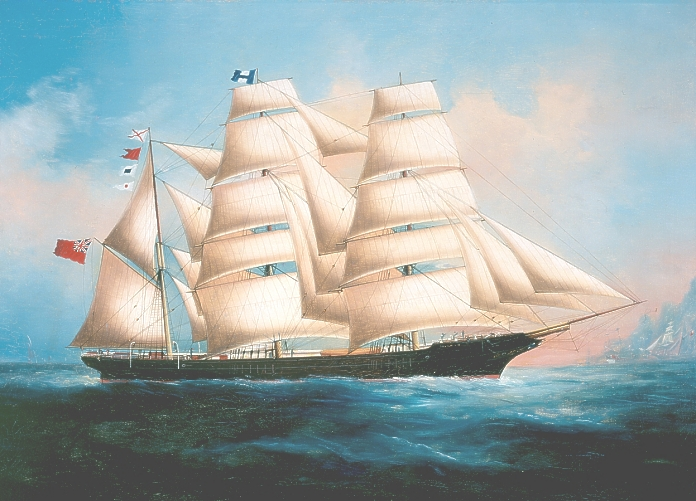
Un barc — velier cu trei arbori și velatură pătrată, în afară de artimon care poartă vele aurice

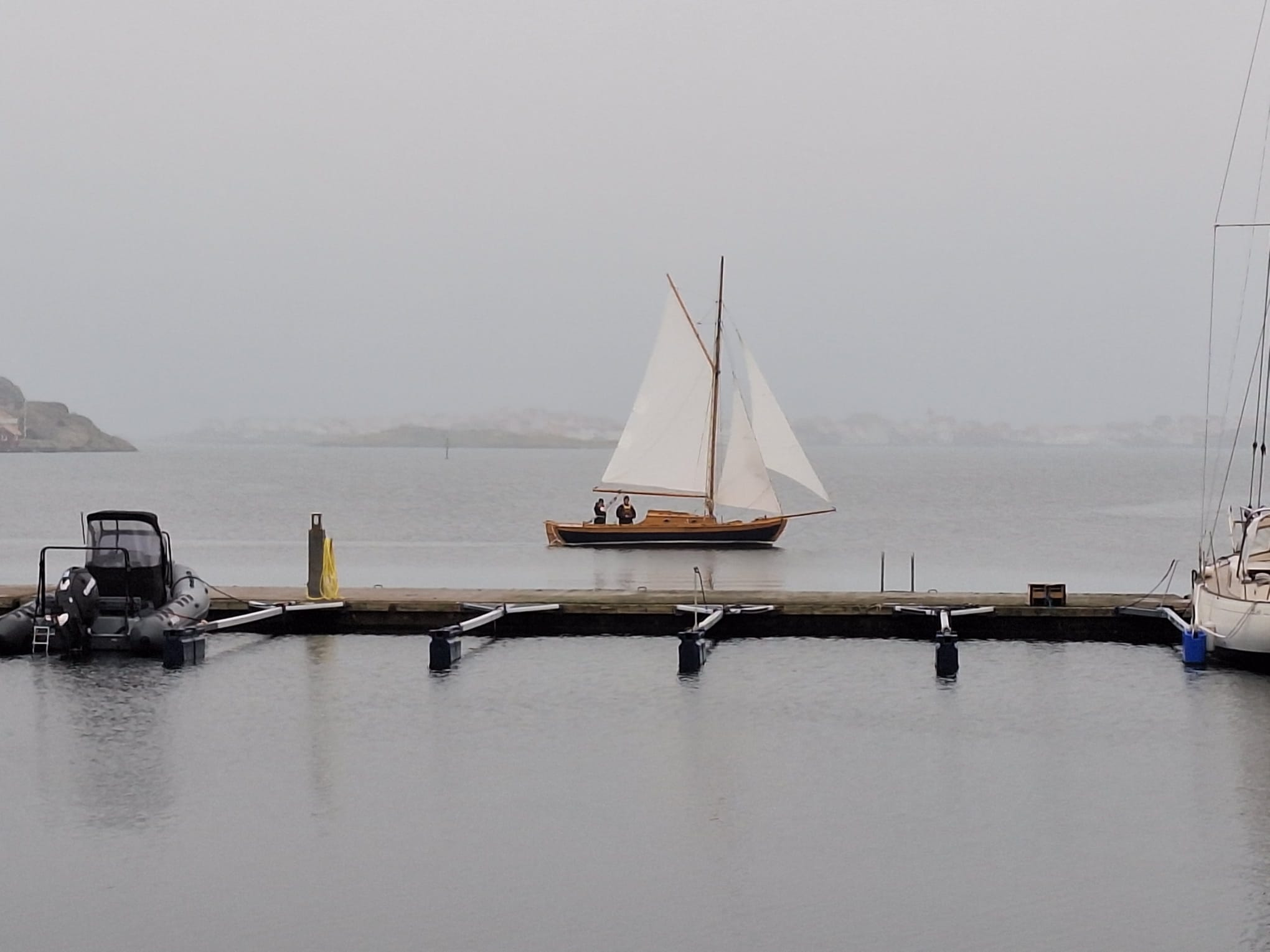

Velier (sinonim: navă cu vele) este o navă care folosește ca mijloc de propulsie numai velele. Datorită gradului economic de exploatare a acestor nave în anumite regiuni de navigație, unele state continuă să mențină o flotă comercială de veliere - deși epoca navigației cu vele se consideră demult încheiată - aceste nave fiind folosite mai ales pentru transportarea de mărfuri în zone cu arhipelaguri, în regim de cabotaj.
De asemenea, iahturile cu vele sunt folosite și în prezent în sporturile nautice (iahting) sau pentru navigația de loasir.